# 橢圓潘鰍
橢圓潘鰍為輻鰭魚綱鯉形目鰍科的其中一種，為熱帶淡水魚，分布於亞洲中南半島、馬來西亞、印尼、印度東北部及孟加拉淡水流域，體長可達8厘米，棲息在底層水域，棲息在水流快速，沙底質的溪流，以無脊椎動物為食，可能会在非常浅的水域中被洪水淹没的森林中产卵。目前沒有商业捕捞，但用作笼养鱼类的食物，可作為觀賞魚。

## 扩展阅读
維基物種上的相關：橢圓潘鰍